# سینت جیمز (ایلینوی)
سینت جیمز (به انگلیسی: Saint James) یک منطقهٔ مسکونی در ایالات متحده آمریکا است که در شهرستان فایتی، ایلینوی واقع شده‌است. سینت جیمز ۱۸۴ متر بالاتر از سطح دریا واقع شده‌است.